# 다비드 멘드스 다 실바
다비드 미켈 멘드스 다 실바 곤살브스(포르투갈어: David Miquel Mendes da Silva Gonçalves, 1982년 8월 4일, 로테르담 ~)는 네덜란드의 전 축구 선수로, 과거 수비형 미드필더로 활약했다.
그가 거친 팀으로는 레드불 잘츠부르크, AZ, 스파르타 로테르담, 아약스, 그리고 브레다가 있다. 그는 매우 다재다능한 선수로, 미드필더의 모든 세부 포지션과 수비로 기용 가능하다. 그는 드리블 능력과 기술적 능력 외에도 태클 능력으로 알려져 있다.

## 클럽 경력
2004년 여름, 브레다가 멘드스 다 실바와 4년 계약을 체결하고 그를 영입했다. 2년 후, AZ가 그와 5년 계약을 맺고 영입하였다. 2009년 10월 20일, 멘드스 다 실바는 아스널과의 UEFA 챔피언스리그 경기 93분에 놀라운 동점골을 뽑아내었고, 세스크 파브레가스에 전반 선제골을 내준 팀은 아스널을 상대로 나름 역사적인 결과를 만들어냈다.

## 국가대표팀 경력
2007년 2월 7일, 그는 네덜란드 국가대표로 국가대표팀 경기에 데뷔하였다.
그는 2001년 FIFA 세계 청소년 축구 선수권 대회에서 네덜란드 U-20 국가대표로 출전하였으나, 팀은 8강에서 이집트 U-20 국가대표팀에 패하였다.

## 수상

### 클럽
AZ
- 에레디비시: 2008-09
- 요한 크루이프 스할: 2009

레드불 잘츠부르크
- 오스트리아 분데스리가: 2011-12
- ÖFB-컵: 2011-12

파나티나이코스
- 그리스 컵: 2013-14

## 같이 보기
- 크빈시 프로머스